# Sceloporus hunsakeri
Sceloporus hunsakeri este o specie de șopârle din genul Sceloporus, familia Phrynosomatidae, descrisă de Val Hall și Smith 1979. A fost clasificată de IUCN ca specie cu risc scăzut. Conform Catalogue of Life specia Sceloporus hunsakeri nu are subspecii cunoscute.